# Esteira rolante

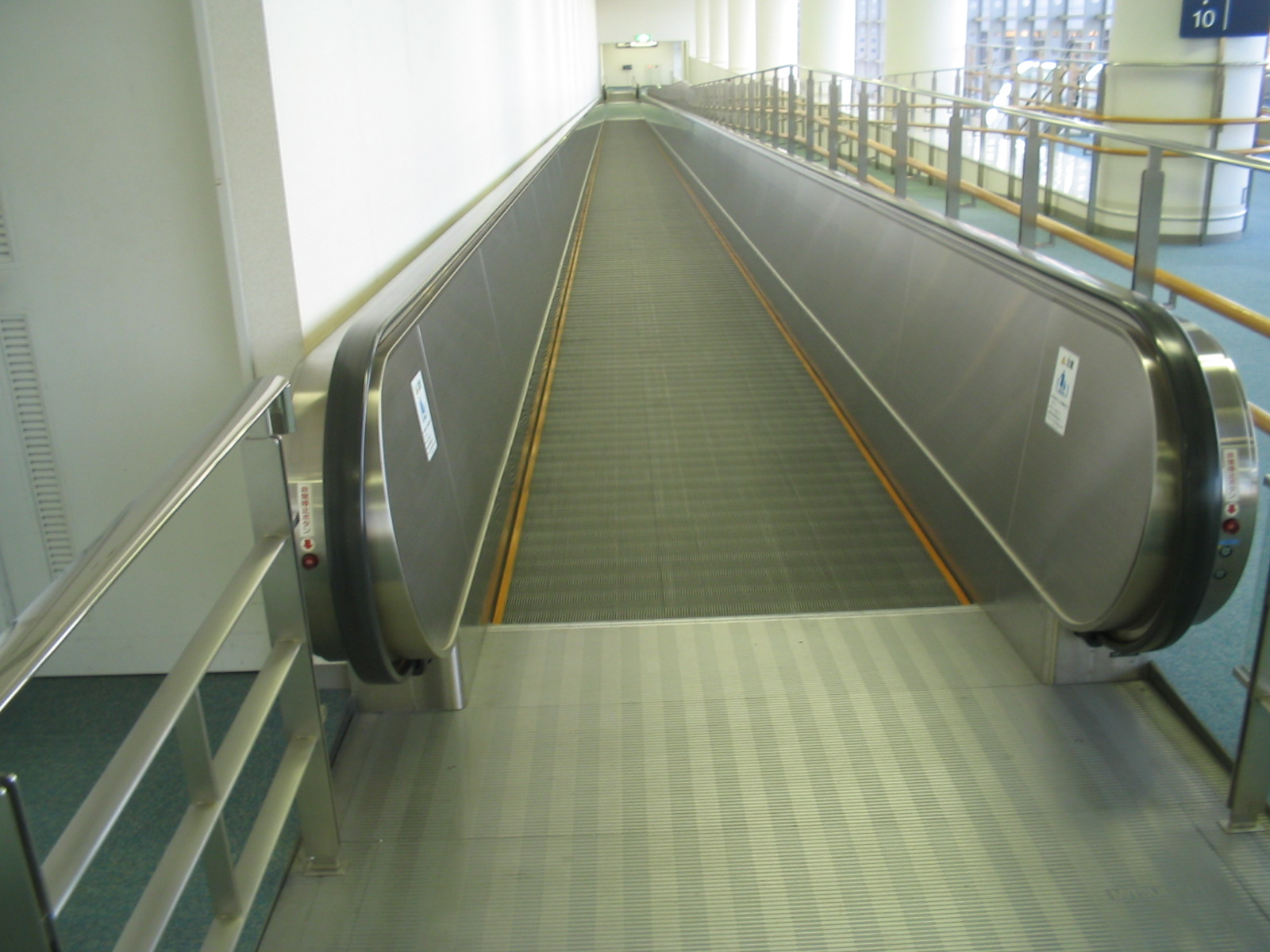
Esteira/tapete rolante no aeroporto de Hong Kong.

Esteira rolante (português brasileiro) ou tapete rolante (português europeu) é uma esteira transportadora de baixa velocidade usada para a locomoção de pessoas de forma horizontal ou inclinada. Em ambos os casos, os passageiros podem ficar parados ou caminhar. Normalmente, as esteiras são instaladas em pares, uma para cada direção.